# Quido Bělský

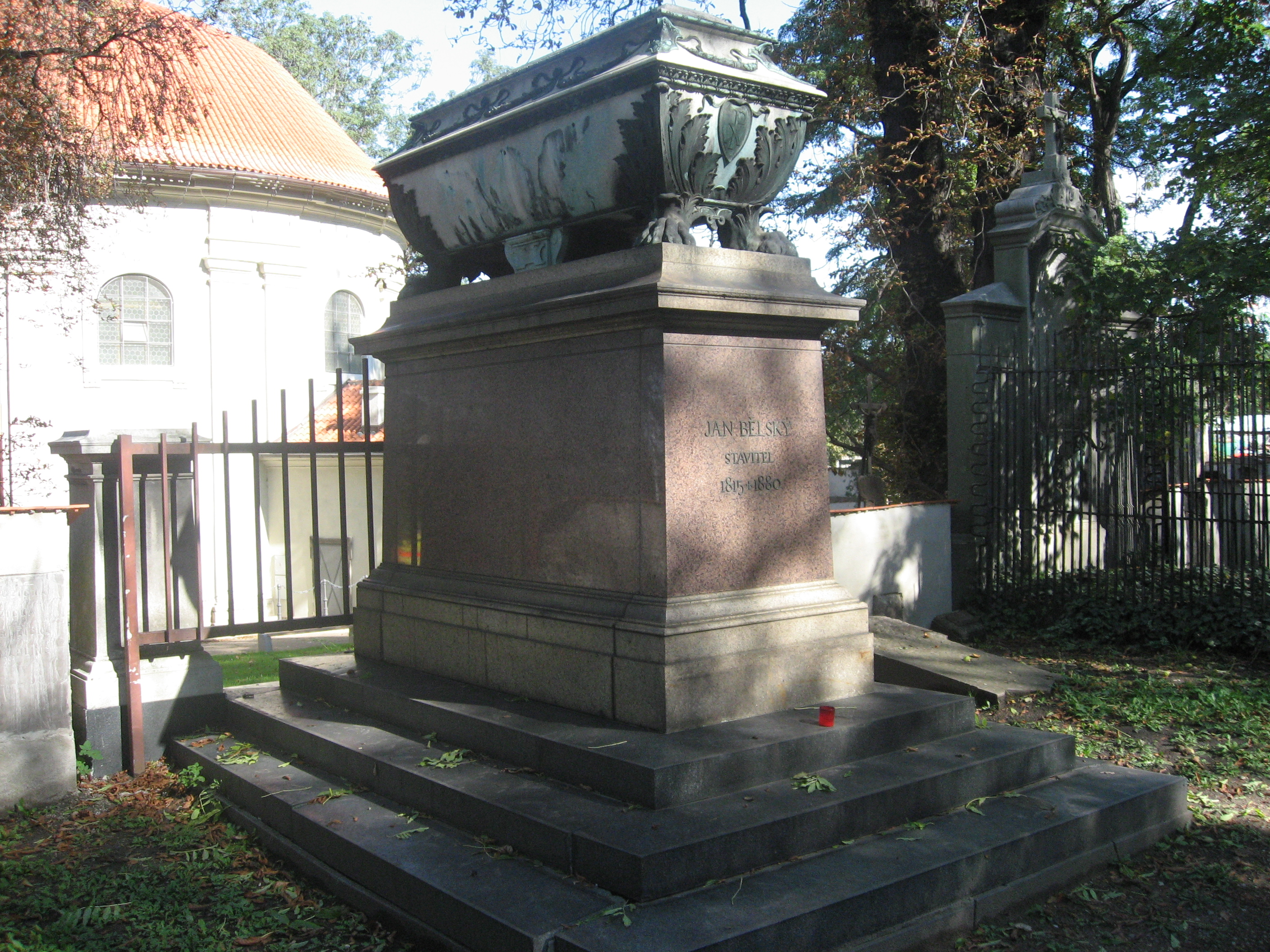
Olšanské hřbitovy, hrobka ve které leží mj. Jan Bělský, Quido Bělský a Quido Vetter

Quido Bělský (5. ledna 1855 Praha – 20. srpna 1909 Domousnice) byl český stavitel, architekt, c. k. stavební rada a politik.

## Život
Narodil se v pražské Bartolomějské ulici do rodiny architekta Jana Bělského a jeho druhé manželky Aloisie, rozené Nikodemové. Jeho strýcem byl Václav Bělský, v letech 1863–1867 pražský purkmistr.
Po absolvování gymnázia vystudoval pozemní stavitelství na pražské technice a architekturu na Akademii výtvarných umění ve Vídni. Po otci převzal v roce 1885 stavební podnikatelství, které provedlo řadu velkých staveb v Praze.
Angažoval se rovněž politicky. Ve volbách roku 1897 byl zvolen za poslance Říšské rady (celostátní zákonodárný sbor), kde reprezentoval městskou kurii, obvod Praha-Staré Město. Mandát obhájil ve volbách roku 1901. Zastupoval Národní stranu svobodomyslnou (mladočeskou). Pro pracovní zaneprázdnění se ale mandátu v lednu 1903 vzdal a na poslaneckém postu ho nahradil Karel Baxa.
Působil v Komisi pro soupis památek Prahyod jejího vzniku v roce 1883 (1884) a jako její člen spoluvytvářel první systém památkové péče v Čechách.

### Rodinný život
V roce 1890 se oženil s Annou Novákovou (1870–1957), dcerou hygienika Josefa Nováka. Z manželství vzešla dcera a tři synové.
- Quido Karel (1891–1953)
- Zdenko (1894–1918)
- Jan (1899–1945)
- Anna (1902–1920)

## Stavby (výběr)
Stavitelská firma Quida Bělského provedla například tyto stavby:
- Lapidárium v areálu Jubilejní zemské výstavě v Praze 1891, architekt: Antonín Wiehl, 1891, rozšířeno a přestavěno 1898, dnes Lapidárium Národního muzea, Praha 7 – Bubeneč, Výstaviště 422
- Výstavní pavilón klubu českých turistů na Jubilejní zemské výstavě v Praze 1891, vlastní návrh, později přenesen v roce 1892 na Petřín a zřízeno v něm zrcadlové bludiště, Praha 1 – Malá Strana, Petřínské sady
- Městská spořitelna pražská v Rytířské ulici, architekti: Antonín Wiehl a Osvald Polívka, 1891–1894, dnes Česká spořitelna, Praha 1 – Staré Město, Rytířská 29
- Strakova akademie, architekt Václav Roštlapil, 1892–1897, dnes sídlo vlády České republiky, Praha 1 – Malá Strana, nábřeží Edvarda Beneše 6, Kosárkovo nábřeží 3
- Kanalizační čistírna, projekt: William Heerlein Lindley, 1901–1905, v provozu 1907–1967, Praha 6 – Bubeneč, Papírenská 6, dnes Ekotechnické museum
- Hotel Central, architekti Friedrich Ohmann, Alois Dryák a Bedřich Bendelmayer, 1899–1902, Praha 1 – Nové Město, čp. 1001, Hybernská 10